# Benoît Heimermann
Benoît Heimermann est un journaliste sportif, écrivain et éditeur français né en 1953 à Delle, dans le territoire de Belfort.
Grand-reporter au Matin de Paris (1977-1985), à Sport (1986-1987), à Challenges (1988) et à L'Équipe magazine (1989-2014), il a, parallèlement, exercé les fonctions d’éditeur chez Flammarion (1992-1998) et Grasset (1999-2012).
Il travaille pour les Éditions Stock depuis 2013.

## Biographie
Diplômé de l’Ecole de Journalisme de Strasbourg (CUEJ), Benoît Heimermann a d’abord travaillé pour différents titres des Éditions Vaillant (Miroir du cyclisme, Miroir du football, Mondial) avant de rejoindre Le Matin de Paris en 1978. Dans ce journal, il a essentiellement traité des sports, mais fut également attaché à la rubrique cinéma pendant plusieurs années. Il a démissionné de ce titre le jour où son propriétaire Claude Perdriel l’a vendu (1985). Par la suite, il a brièvement collaboré au mensuel économique Challenges, à Au Large magazine de voile nouvellement créé ainsi qu’à Sport qui pendant onze mois (1987-1988) a tenté de s’attaquer au monopole de L’Équipe, seul quotidien sportif du marché. C’est dans ce dernier journal ou plus exactement dans son magazine publié tous les samedis que Benoît Heimermann a poursuivi sa carrière. Pendant vingt-six ans, au titre de grand reporter, il a couvert tous les grands événements du calendrier : Jeux olympiques, Coupe du Monde de Football, Coupe de l’America, Grands Chelems de tennis et de golf, Super Bowl, etc. Il a parallèlement écrit de nombreux livres et documentaires de télévision. La mer, la montagne, l’aventure, l’exploration sont ces domaines d’expression privilégiés. Depuis 2 000, il a également exercé les fonctions d’éditeur ou de rapporteur de projets pour différentes maisons dans le domaine des documents, mais aussi dans celui de la fiction, pour Flammarion (1992-1998), Grasset (1999-2012) et Stock où il exerce depuis 2013. Pour cette dernière maison, il a édité des auteurs comme Isabelle Autissier, Adrien Bosc, Cédric Gras, Lionel Daudet, David Fauquemberg, Bernard Chambaz, Elie Robert-Nicout, Julien Blanc-Gras, Emmanuel Ruben, Vincent Duluc, Thierry Frémaux, Macha Séry, Cédric Sapin-Defour, etc.

Il est Président d’honneur de l’Association des Écrivains Sportif (AES) et collabore au Festival Sport, Littérature et Cinéma créé à Lyon par Thierry Frémaux en 2014.

### Essais
- La Fin des Jeux olympiques, Garnier, 1980
- L’Internationale du tennis, Ramsay, 1982
- Les gladiateurs du Nouveau Monde : Histoire des sports aux États-Unis, coll. « Découvertes Gallimard / Culture et société » (no 82), Gallimard, 1990
- Charcot (avec Gérard Janichon), Ouest-France, 1991
- Les Routes du ciel, coll. « Découvertes Gallimard / Histoire » (no 264), Gallimard, 1995
- Suez & Panama, Arthaud, 1996
- Les Combats de Muhammad Ali, Le Castor Astral, 1998
- Seuls autour du monde, Ouest-France, 2000
- Un siècle de sport (avec Raymond Pointu), L’Équipe/Calmann-Lévy, 2000
- Aéropostale éternelle, Tana, 2001
- Tabarly, Grasset, 2002
- Foot, les 100 Photos, EPA, 2002
- Prisonnier de l’Annapurna (avec Jean-Christophe Lafaille), Guérin, 2003
- L’Everest, Guérin, 2005
- Aventuriers, Grasset, 2006
- Parlons sport, Panama, 2007
- L’Aéropostale (avec Olivier Margot), Arthaud, 2010
- Titaÿna, Arthaud, 2011
- La Ligne Latécoère-Aéropostale, Villalobos-Latécoère Éditions, 2011
- Visages du XXe siècle (photos de Ara Güler), Les Éditions du Pacifique, 2011
- Le Livre bleu du Yacht Club de France, YCF, 2012
- Les Champions d’Hitler, Stock, 2014
- Femmes des pôles, Paulsen, 2016
- Les 100 marins (direction), éditions Paulsen, 2018
- Albert Londres. La plume et la plaie, éditions Paulsen, 2020  (ISBN 978-2375020982)
- Le Mystère Lindbergh, Stock, 2022
- Borge Ousland, le gardien des pôles, éditions Paulsen, 2023
- Je me souviens de la foulée de Pérec (direction), Le Seuil, 2024
- Dix aventurières en quête d'absolu, Paulsen, 2024.

### Anthologies
- Football & Littérature (avec Patrice Delbourg), La Table Ronde, 2005
- Antoine Blondin, Le muscle et la plume, L’Equipe, 2011
- Ils ont écrit le Tour de France, Flammarion, 2013
- Le Marquis des stades, Le Castor Astral, 2017

## Documentaires télévisés
Depuis 2004, Benoît Heimermann a écrit plusieurs documentaires télévisés. Avec Jean-Christophe Rosé : « Sport et télévision » (2004), « Maradona » (2006), « La Légende du Tour de France » (2013), « Les Champions d'Hitler » (2016) ; "L'Odyssée des Jeux olympiques" (2021) , "Le plus rapide du monde, une histoire du 100 m" (2024) ; avec  Joël Calmettes « Jeux olympiques, un destin français » (2004) ; avec Mickaël Gamrasni "Olympiques ! La France des Jeux" (2024)

## Association des écrivains sportifs
Depuis 2006, Benoît Heimermann est président de l’Association des écrivains sportifs (AES), créée sur une idée de Tristan Bernard en 1931.